# الدوري السوداني الممتاز 1999
الدوري السوداني الممتاز 1999 (أو دوري بيبسي الممتاز لأسباب الرعاية) هو الموسم الرابع من بطولة الدوري الممتاز، حيث تمكن الهلال من الظفر باللقب للمرة الثالثة، بينما هبط ناديا شمبات وهلال الحصاحيصا،
في هذا الموسم تم تقسيم الأندية إلى مجموعتين تحتوي كل منهما على سبع أندية، ثم يتأهل أول وثاني كل مجموعة إلى المربع الذهبي. تأهل ناديا الهلال وحي العرب عن المجموعة الأولى والموردة والمريخ عن المجموعة الثانية، ثم أقيمت مباريات المربع الذهبي بنظام الدوري ولكن نادي المريخ قرر الانسحاب احتجاجاً على حكم المباراة التي لعبها مع الهلال وخسرها 1-2 ليتم اعتباره خاسراً في مباراتيه المتبقيتين أمام الموردة وحي العرب 0-2. وتوج الهلال باللقب بعد فوزه في مباراته الأخيرة على الموردة 4-1.

## الأندية المشاركة
| النادي         | الموقع       |
| -------------- | ------------ |
| أهلي الخرطوم   | الخرطوم      |
| أهلي مدني      | ود مدني      |
| حي العرب       | بورتسودان    |
| الخرطوم 3      | الخرطوم      |
| شمبات          | الخرطوم بحري |
| المريخ         | أم درمان     |
| مريخ الأبيض    | الأبيض       |
| مريخ الثغر     | بورتسودان    |
| مريخ الحصاحيصا | الحصاحيصا    |
| الموردة        | أم درمان     |
| الميرغني       | كسلا         |
| الهلال         | أم درمان     |
| هلال الحصاحيصا | الحصاحيصا    |
| هلال الساحل    | بورتسودان    |

## التوزيع الجغرافي للأندية
| # | الولاية            | العدد | الأندية                                                 |
| - | ------------------ | ----- | ------------------------------------------------------- |
| 1 | ولاية الخرطوم      | 6     | أهلي الخرطوم، الخرطوم 3، شمبات، المريخ، الموردة، الهلال |
| 2 | ولاية البحر الأحمر | 3     | حي العرب، مريخ الثغر، هلال الساحل                       |
| 2 | ولاية الجزيرة      | 3     | أهلي مدني، مريخ الحصاحيصا، هلال الحصاحيصا               |
| 3 | ولاية شمال كردفان  | 1     | مريخ الأبيض                                             |
| 3 | ولاية كسلا         | 1     | الميرغني                                                |

## جدول الترتيب

### المجموعة الأولى
| # | النادي         | لعب | فاز | تعادل | خسر | له | عليه | الفرق | النقاط | ملاحظات                    |
| - | -------------- | --- | --- | ----- | --- | -- | ---- | ----- | ------ | -------------------------- |
| 1 | الهلال         | 12  | 10  | 2     | 0   | 18 | 2    | 16    | 32     | تأهل إلى المربع الذهبي     |
| 2 | حي العرب       | 12  | 6   | 2     | 4   | 12 | 13   | 1-    | 20     | تأهل إلى المربع الذهبي     |
| 3 | أهلي الخرطوم   | 12  | 4   | 6     | 2   | 16 | 11   | 5     | 18     |                            |
| 4 | أهلي مدني      | 12  | 4   | 4     | 4   | 18 | 19   | 1-    | 16     |                            |
| 5 | مريخ الحصاحيصا | 12  | 2   | 5     | 5   | 8  | 12   | 4-    | 11     |                            |
| 6 | مريخ الثغر     | 12  | 2   | 4     | 6   | 7  | 13   | 6-    | 10     |                            |
| 7 | شمبات          | 12  | 1   | 3     | 8   | 9  | 18   | 9-    | 6      | هبط إلى دوري الدرجة الأولى |

### المجموعة الثانية
| # | النادي         | لعب | فاز | تعادل | خسر | له | عليه | الفرق | النقاط | ملاحظات                    |
| - | -------------- | --- | --- | ----- | --- | -- | ---- | ----- | ------ | -------------------------- |
| 1 | الموردة        | 12  | 9   | 1     | 2   | 14 | 4    | 10    | 28     | تأهل إلى المربع الذهبي     |
| 2 | المريخ         | 12  | 8   | 3     | 1   | 30 | 7    | 23    | 27     | تأهل إلى المربع الذهبي     |
| 3 | الميرغني       | 12  | 4   | 5     | 3   | 13 | 11   | 2     | 17     |                            |
| 4 | هلال الساحل    | 12  | 3   | 6     | 3   | 11 | 9    | 2     | 15     |                            |
| 5 | مريخ الأبيض    | 12  | 4   | 1     | 7   | 9  | 18   | 9-    | 13     |                            |
| 6 | الخرطوم 3      | 12  | 1   | 4     | 7   | 18 | 6    | 12-   | 7      |                            |
| 7 | هلال الحصاحيصا | 12  | 1   | 4     | 7   | 10 | 26   | 16-   | 7      | هبط إلى دوري الدرجة الأولى |

## المربع الذهبي
| # | النادي         | لعب | فاز | تعادل | خسر | له | عليه | الفرق | النقاط | ملاحظات                            |
| - | -------------- | --- | --- | ----- | --- | -- | ---- | ----- | ------ | ---------------------------------- |
| 1 | الهلال (البطل) | 3   | 2   | 0     | 1   | 6  | 3    | 3     | 6      | تأهل إلى دوري أبطال أفريقيا 2000   |
| 2 | حي العرب       | 3   | 2   | 0     | 1   | 4  | 2    | 2     | 6      | تأهل إلى كأس الاتحاد الأفريقي 2000 |
| 3 | الموردة        | 3   | 2   | 0     | 1   | 5  | 5    | 0     | 6      |                                    |
| 4 | المريخ         | 3   | 0   | 0     | 3   | 1  | 6    | 5-    | 0      | تأهل إلى كأس الكؤوس الأفريقية 2000 |

- انسحب المريخ من باقي مباريات المربع الذهبي احتجاجاً على الحكم الذي أدار مباراته مع الهلال التي انتهت 1-2 لصالح الأخير، ليتم اعتباره خاسراً في مباراتيه الباقيتين أمام الموردة وحي العرب بنتيجة 0-2 حسب لوائح الاتحاد السوداني لكرة القدم.

| الفائز بالدوري السوداني الممتاز للموسم 1999 |
| ------------------------------------------- |
| الهلال للمرة الثالثة                        |